# Anton Nikolajewitsch Wolski
Anton Nikolajewitsch Wolski (russisch Антон Николаевич Вольский; * 12. Junijul. / 24. Juni 1897greg. im Dorf Salari, Gouvernement Irkutsk; † 7. Januar 1966 in Moskau) war ein russischer Metallurg, Physikochemiker und Hochschullehrer.

## Leben
Wolskis Vater wurde nach dem Studium an der Moskauer Stroganow-Zentralschule für Technisches Zeichnen 1890 verhaftet und wegen Beteiligung an einer revolutionären Bewegung nach Sibirien verbannt. Wolskis Mutter war Hebamme und folgte ihrem Mann nach Sibirien. Wolski wurde 1908–1917 an der Moskauer Gewerbeschule zum Chemietechniker ausgebildet. Darauf arbeitete er in einem Moskauer Chemiewerk. Nach der Oktoberrevolution begann er 1920 das Studium mit dem 2. Kurs an der technologischen Fakultät des Moskauer Instituts für Volkswirtschaft. Zum Abschluss des Studiums verteidigte er 1924 sein Diplomprojekt einer Kupferelektrolyt-Raffinerie und wurde dann in einem Büro zur Projektierung der Kupferelektrolyt-Raffinerie und der Organisation der Herstellung einer Metallarmatur für die Produktion von Hochspannungsisolatoren angestellt (1924–1928). Daneben unterrichtete er Physik an der RabFak der Universität Moskau (1922–1925) und war Oberassistent am Institut für Volkswirtschaft (1926–1929).
Wolski wechselte 1928 in die Abteilung für Buntmetallurgie des Instituts für angewandte Mineralogie und 1930 in das Forschungsinstitut für Buntmetalle (GINZWETMET), in dem er bis zum wissenschaftlichen Vizedirektor (1936–1937) aufstieg. Im Mittelpunkt seiner Forschungsarbeit standen die chemischen Gleichgewichte in Schmelzen von Metallen und Legierungen mit der Untersuchung der thermodynamischen Gesetzmäßigkeiten der metallurgischen Prozesse. Ein weiterer Schwerpunkt war die Untersuchung der physikalisch-chemischen Prozesse der Oxidation der Sulfide mit Entwicklung einer Theorie für das Rösten von schwefelhaltigen Erzen. Wolskis Verfahrensentwicklung zur Gewinnung von weißem Arsen aus Arsenerzen war die Grundlage für den Bau zweier Anlagen in der UdSSR. Er entwickelte eine neue Methode zur Wiederverwertung von Blei- und Zinkabfällen, die bisher nicht verwertet wurden. 1936 wurde dafür im UkrZink-Werk eine spezielle Anlage gebaut. Nach einer neuen Methode wurde Blei aus Wismut unter Verwendung von Magnesium und Kalzium abgetrennt. Für die Erzaufarbeitung in Zentralasien, im Ural und in anderen Gebieten wurden neue Verfahren entwickelt. Die Extraktion von Kobalt aus Nickelerzen wurde rationalisiert.
Daneben lehrte Wolski an der Moskauer Bergbau-Akademie (1928–1930), am Moskauer Institut für Buntmetalle und Gold (1930–1958) und an der Universität Moskau (1931–1933). 1940 wurde er zum Doktor der technischen Wissenschaften promoviert. Während des Deutsch-Sowjetischen Krieges erledigte er Spezialaufträge der Volkskommissariate für Munition und Buntmetallurgie.
1946 wurde Wolski als Berater im geheimen Forschungsinstitut NII-9 in Moskau angestellt, das zum sowjetischen Atombombenprojekt gehörte. Ende 1948 wurde er mit einer NII-9-Brigade in die  Fabrik des Chemiekombinats Majak geschickt, wo Wolski die Bearbeitung der metallurgischen Probleme der Plutoniumherstellung leitete. Die allgemeine Projektleitung übten der Fabrikdirektor S. P. Lyssenko und der Chefingenieur der Basis 10 Jefim Pawlowitsch Slawski aus. Die wissenschaftlichen Entwicklungsarbeiten wurden von Andrei Anatoljewitsch Botschwar, Ilja Iljitsch Tschernjajew, Wolski, Alexander Semjonowitsch Saimowski, Anna Dmitrijewna Gelman und Wsewolod Dmitrijewitsch Nikolski geleitet.
Wolski wurde 1953 zum Korrespondierenden Mitglied und 1960 zum Vollmitglied der Akademie der Wissenschaften der UdSSR (AN-SSSR, seit 1991 Russische Akademie der Wissenschaften (RAN)) gewählt. 1960 wurde er Vizedirektor des NII-9.
Wolski wurde auf dem Nowodewitschi-Friedhof begraben.

## Ehrungen, Preise
- Medaille „Für die Verteidigung Moskaus“ (1944)
- Medaille „Für heldenmütige Arbeit im Großen Vaterländischen Krieg 1941–1945“ (1945)
- Orden des Roten Banners der Arbeit (1948, 1953)[1]
- Stalinpreis I. Klasse (1949, 1953)[1]
- Leninorden (1949, 1953, 1954)[1]
- Leninpreis (1965)[1]